# Форт-Саскачеван
Форт-Саскачеван (англ. Fort Saskatchewan) — город в провинции Альберта, Канада.
Население — 27 464 человека (2021).
Город находится примерно в 25 км к северо-востоку от Эдмонтона, образуя с ним агломерацию с населением более 1 млн. жителей. Входит в крупнейший промышленный центр на Западе Канады, преобладает тяжёлая промышленность.
Климат — резко континентальный. Среднемесячная температура летом — +15 — +17°С, зимой — до −13,5 °C, среднегодовая — +3,3 °C. Осадков — около 450 мм в год.
Известные люди из Форт-Саскачевана — хоккеисты Рэй Уитни, Майк Коммодор, Джеффри Лупул и актриса Эванджелин Лилли.

## Галерея
- City hall
- Завод компании Sherritt International[англ.]